# 长安信托
长安国际信托股份有限公司（简称长安信托）是一家从事资金信托、投资银行、融资租赁等业务的股份有限公司。公司股东包括西安投资控股有限公司、上海证大投资管理有限公司、上海景林投资发展有限公司和陕西鼓风机集团等。

## 历史
1986年，中国人民银行批准成立西安市信托投资公司。
2011年，公司股份制改革并更名为长安国际信托股份有限公司。
2023年2月，报道称公司时任董事长高成程已在同年1月被带走接受调查。
2023年11月，公司增资并重新登记为国有控股企业，公司企业类型从此前的“其他股份有限公司（非上市）”变更为“股份有限公司（非上市、国有控股）”。

## 业务结构
长安信托经营各类信托理财产品，包括结构化证券、房地产投资、基础设施投资、收益权转让等。